# رودولف فرانتس
رودولف فرانتس (انگلیسی: Rudolph Franz؛ ۱ ژانویه ۱۸۲۶ – ۱ ژانویه ۱۹۰۲) یک فیزیک‌دان اهل آلمان بود. عمده شهرت وی به دلیل توصیف قانون ویدمان-فرانتس است.